# Boomzesoog
De boomzesoog (Segestria senoculata) is een spin uit de familie van de zesoogspinnen (Segestriidae). De wetenschappelijke naam van de soort werd als Aranea senoculata in 1758 gepubliceerd door Carl Linnaeus.

## Kenmerken
Zowel het mannetje als het vrouwtje kan een lengte van 7 tot 10 millimeter bereiken, waardoor de soort kleiner is dan gelijkende soorten. Zoals de familie suggereert heeft deze spin zes in plaats van acht ogen. Het verlengde achterlijf is meestal lichtbruin met kastanje bruine vlekken dat aan het rugpatroon van de adder Vipera berus doet denken.

## Leefwijze
De Segestria senoculata is voornamelijk 's nachts actief, leeft op oude muren, onder stenen en bast. Hij maakt een zijden buis met 'valdraden' die vanaf de ingang straalsgewijs verlopen.
Voor de paring gaan de mannetjes de vrouwtjes aan hun 'woonbuis' opzoeken. Als de paring heeft plaatsgevonden, worden de 60 à 80 bevruchte eitjes in een cocon gesponnen. Na 2 jaar zullen de eitjes uitgegroeid zijn tot volwassen individuen.

## Verspreiding
Komt voor in Noord-Europa met uitzondering van IJsland.

## Spin van het jaar
De boomzesoog is door o.a. (Belgische Arachnologische Vereniging) uitgeroepen tot 'Europese spin van het jaar 2025'. Met de verkiezing van de boomzesoog, wordt de minderbekende familie van de zesoogspinnen in de spotlights gezet.

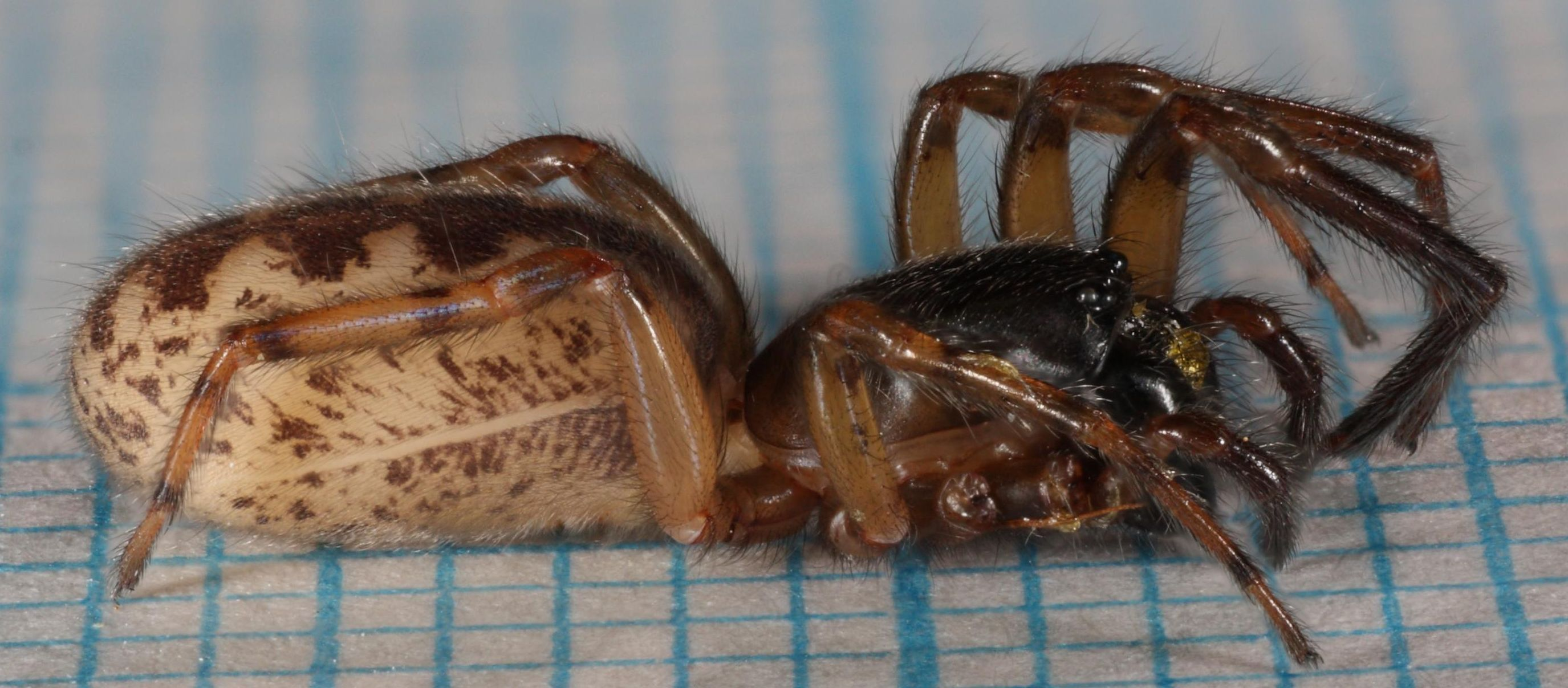
♀